# Le Cirque de Calder (film)
Pour l’article homonyme, voir Cirque de Calder.
Pour plus de détails, voir Fiche technique et Distribution.
Le Cirque de Calder est un court métrage français réalisé par Carlos Vilardebó, sorti en 1961.

## Fiche technique
- Titre : Le Cirque de Calder
- Réalisation : Carlos Vilardebó
- Scénario : Alexander Calder, Marcel Beau, Marcel Brossard et Jacques Decerf
- Photographie : André Bac et Patrice Pouget
- Musique : Pierre Henry
- Montage : Anne-Marie Cotret
- Production : Société Nouvelle Pathé Cinéma
- Durée : 18 minutes
- Date de sortie : 1961

## Distribution
- Alexander Calder